# Corona (bière)
Pour les articles homonymes, voir Corona.
Corona  est une marque de bière lager mexicaine produite dans plusieurs brasseries du Mexique par Grupo Modelo (propriété du groupe Anheuser-Busch InBev).

## Historique
Créée en 1925 par le brasseur Cervecería Modelo S.A.,, Corona est la marque de bière la plus vendue au Mexique, et une des plus consommées dans le monde,.
La marque est maintenant distribuée par le groupe Anheuser-Busch InBev et exportée dans plus de 120 pays.
L'arrivée en Espagne de la bière Corona date de 1989. La marque « Coronas » y était propriété de la famille de viticulteurs Torres depuis 1907, bien que Coronas soit le pluriel de Corona on changea le nom en « Coronita » (« petite couronne »). Il aura fallu attendre 2016 pour que la Corona y soit commercialisée sous son nom.
En septembre 2017, trente millions de canettes de 355 ml de Corona Extra ont été mises sur le marché mexicain sous le nom de « México Extra » en l'honneur du pays qui a vu naitre cette bière.

## Conditionnement

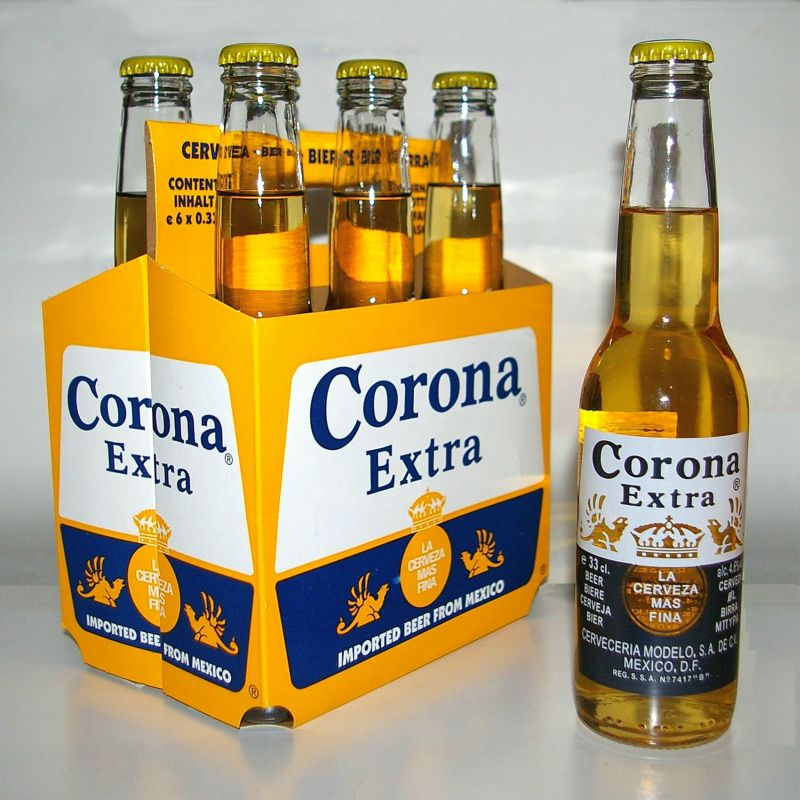
Lot de bouteilles de bière de marque Corona.

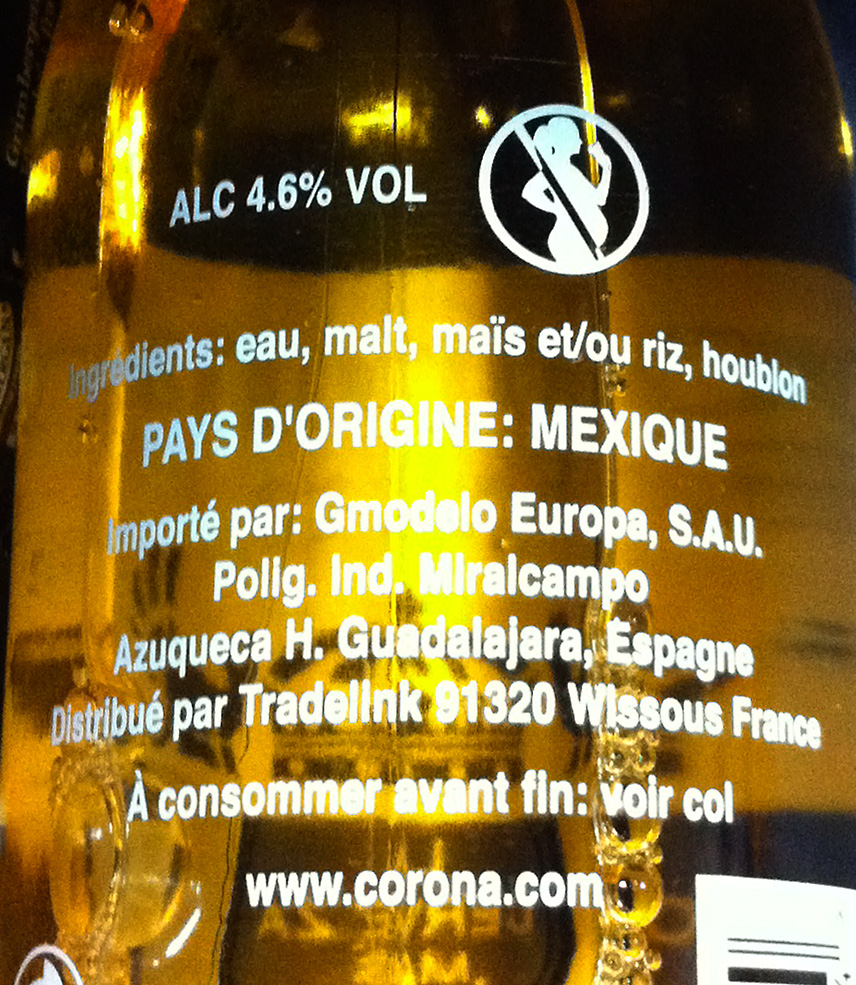
Liste des ingrédients imprimée au dos d'une bouteille de Corona Extra de 355 ml vendue en France.

La Corona Extra est brassée avec du houblon importé de Bohême et du malt provenant d'Allemagne et des États-Unis, du maïs et/ou du riz avec - selon le descriptif de la société Sinebrychoff, filiale du groupe Carlsberg - pour antioxydant l'acide ascorbique (E300) et pour stabilisant l'alginate de propylène glycol (E405).
À l'instar d'autres bières mexicaines telles que la Sol, produite actuellement par le groupe Cuauhtémoc Moctezuma, qui dès 1899 employait dans sa brasserie  d'Orizaba du verre transparent, et d'autres bières à travers le monde (comme l'américaine Miller, la suisse Cardinal Draft ou la Adelscott) la Corona Extra est embouteillée dans une bouteille transparente, ce qui accélère son altération.
La Corona Extra est généralement vendue en bouteilles de verre de 210 ml (Coronita Extra) ou 330 ml (355 ml sur certains marchés) et en canettes de 330 ml (355 ml dans certains pays).
Il existe diverses bières de la marque Corona : la Corona Mega de 1,2 litre, la Corona Familiar de 946 ml, la Corona de Barril, de 325 ml, toutes vendues embouteillées en verre brun.
Le taux d'alcool de la Corona Extra est de 4,5 degrés. Il existe aussi une version légère, la Corona Light.

## Bière «light» et sans alcool
En juillet 2016, la marque a annoncé une bière sans alcool, la Corona Cero pour une distribution limitée au Mexique dans un premier temps, puis dans le reste du monde à partir de mars 2017.
Il existe aussi une version « light », laquelle affiche environ 30 % de calories en moins que la Corona Extra.

## Consommation

### Ajout de lime
La Corona Extra est généralement servie avec un agrume - le plus souvent un quartier de lime - inséré dans le goulot de la bouteille. Des limes sont d'ailleurs exportées du Mexique sous la marque Corona,. Ce n'est pas l'usage au Mexique où elle se consomme généralement sans ajout.
Plusieurs explications possibles sont apportées :
- C'est une pure idée de marketing pour différencier la Corona à l'exportation des autres bières, car cet usage a quasiment disparu au Mexique (bien que d'autres bières blondes telles que la Sol[20] soient souvent présentées de la même manière[21]).
- Le quartier de lime aurait servi à éloigner les mouches, très présentes dans les pays chauds, du goulot des bouteilles ;
- Le quartier de lime aurait servi à nettoyer la rouille jadis laissée sur le goulot par sa capsule sertie qui ne comportait pas de joint d'étanchéité, alors que c'est le cas aujourd'hui.

L'explication la plus probable est que la bière Corona Extra, conditionnée dans une bouteille transparente (à l'instar de la Cerveza Sol qui, elle, l'est depuis 1899) s'altérait rapidement dans le passé, car sa composition ne contenait pas d'acide ascorbique. La lime servait alors à masquer son manque de fraîcheur.

### Personnalités consommant de la Corona
L'ancien président français Jacques Chirac était réputé pour apprécier cette marque de bière.
Dans le pilote de  "Mon oncle Charlie", on peut apercevoir Charlie Sheen boire une bière Corona, cette marque apparaît dans d'autres épisodes.

### Prix au Mexique
En 2015 dans les grandes surfaces et les distributeurs agréés, une bière Corona de 355 ml coûtait au Mexique en moyenne 9,50 pesos, environ 50 centimes d'euro. En février 2018, dans les grandes surfaces mexicaines, un pack de six bières Corona de 355 ml coûte en moyenne 75 pesos, soit l'équivalent de 3,27 euros, ce qui fait de la Corona Extra l'une des bières les moins chères du pays.

## Marque et marketing
L'allégation fréquente qui ferait de la famille royale espagnole le propriétaire de la marque ou du nom corona est erronée. Une autre allégation prétend que la couronne de la cathédrale de Puerto Vallarta aurait servi de modèle au logo de la bière Corona, mais cela est contredit par le fait que si la construction de cet édifice religieux a débuté plus tôt, la tour principale que domine une prétendue réplique (en fibre de verre) de la couronne de Charlotte de Belgique impératrice du Mexique ne fut, elle, terminée qu'en 1952 et la couronne elle-même ne fut installée qu'en 1963. Elle ne pouvait donc pas servir de modèle en 1925.
De 2005 à 2009, Corona a été le sponsor principal du LPGA Tour tournament Corona Championship (en). De 2007 à 2011, la marque a donné son nom aux NASCAR Mexico Corona Series (en), la course de stock-car la plus importante du Mexique. En outre, Corona est le sponsor secondaire de quatre équipes de football de première division mexicaines : América, Toluca, Atlas, et Santos Laguna.
Elle doit son succès notamment à une publicité très marquée, notamment au cinéma (Fast and Furious par exemple) et au fait qu'elle soit sponsor de la Lucha libre, le catch mexicain, ainsi qu'à son prix de vente  relativement bas qui la rend accessible aux classes populaires mexicaines.

## Coronavirus
Début mars 2020, pendant la Pandémie de Covid-19, dite « pandémie de coronavirus », est publié un sondage très critiqué et suspecté de tentative de désinformation montrant que 38 % des buveurs de bière américains ne commanderait pas une bière de la marque Corona. Constellation Brands, qui importe la marque aux États-Unis, indique néanmoins que la bière Corona a connu une hausse de ses ventes de 5 % entre janvier et février 2020 sur ce marché,.
Les coronavirus tirent leur nom de leur forme particulière ; au-delà d'une référence partagée à une « couronne », il n'y a aucun lien entre la maladie à coronavirus et la marque de bière,.